# Waffen-SS
Le Waffen-SS ("SS Combattenti") erano una forza armata della Germania nazista nata nel marzo 1933 come braccio militare delle SS. Dall'iniziale adozione di una rigida selezione razziale e fisica dei loro componenti, si passò negli ultimi anni della seconda guerra mondiale ad arruolare anche volontari stranieri di etnia tedesca o comunque ideologicamente legati al nazionalsocialismo nonostante la loro provenienza.
Le Waffen-SS parteciparono a quasi tutte le battaglie della seconda guerra mondiale; i loro soldati diedero prova di combattività, efficienza e forte motivazione ideologica al punto che, da una parte, esse si macchiarono di efferati episodi di violenza sommaria contro civili e prigionieri di guerra e, dall'altra, sovente dimostrarono un eccessivo e sconsiderato sprezzo del pericolo.
Al termine del secondo conflitto mondiale le Waffen-SS giunsero a comprendere 38 divisioni più numerosi reparti speciali, arrivando a contare nelle loro file quasi un milione di soldati delle più disparate provenienze nazionali.
Al Processo di Norimberga le SS e le Waffen-SS vennero condannate come organizzazioni criminali in quanto connesse al Partito Nazista e responsabili di numerosi crimini di guerra e crimini contro l'umanità.

## Storia
Il nucleo dal quale nacque la Waffen-SS fu formato il 17 marzo 1933 da Josef Dietrich, che selezionò personalmente uno ad uno 120 fedeli volontari, perché divenissero la base di una nuova guardia, inquadrandoli nell'unità Stabswache Berlin, poi ampliata e riformata nel maggio dello stesso anno, prendendo il nome di SS Sonderkommando Zossen, con compiti di sorveglianza e di polizia armata. Nel giugno 1933 vennero reclutate tre nuove compagnie, denominate SS Sonderkommando Jüterbog, e in occasione del congresso del Partito nazista del settembre 1933 entrambe le unità vennero fuse in una singola formazione ricevendo la nuova denominazione di Adolf Hitler Standarte.
Nel novembre dello stesso anno la formazione contava 800 effettivi e, durante una cerimonia per il decimo anniversario del Putsch di Monaco (9 novembre), il gruppo venne ufficialmente costituito in Reggimento, col nome di Leibstandarte Adolf Hitler (LAH, Guardia del Corpo Adolf Hitler). I membri del Leibstandarte giurarono fedeltà ad Adolf Hitler promettendo Lealtà a lui solo ed obbedienza fino alla morte. Il 13 aprile 1934, il Reggimento venne inserito nell'organico SS col nome di Leibstandarte SS Adolf Hitler (LSSAH).
La formazione dimostrò assoluta fedeltà nel giugno dello stesso anno, durante la "Notte dei lunghi coltelli", nei confronti delle Sturmabteilung, squadre di azione politica del NSDAP (contavano più di due milioni di iscritti). La posizione del loro leader, Ernst Röhm, era estremamente critica verso lo Stato Maggiore Tedesco, formato in buona parte da alti ufficiali provenienti dall'esperienza imperiale, del cui appoggio il nazionalsocialismo necessitava per assicurarsi la fedeltà delle forze armate tedesche. Inoltre Röhm rappresentava l'ala più radicale del partito, in opposizione al progetto politico di Hitler di unificare dietro di sé tutte le forze della Destra conservatrice. Le tensioni fra Hitler e Röhm degenerarono al punto che il capo del partito decise di epurarlo. Il 30 giugno 1934 la Leibstandarte SS Adolf Hitler entrò in azione, portando a termine gli ordini impartiti da Hitler quasi in solitaria, eliminando Röhm ed altri 81 alti ufficiali delle SA.
In virtù dei servizi resi, Hitler decise nel settembre successivo di costituire ufficialmente l'ala militare del NSDAP, approvando la costituzione dell'SS-Verfügungstruppe (SS-VT), truppe addestrate al combattimento dipendenti dall'esercito dal punto di vista solamente logistico. La decisione di organizzare una forza armata di natura essenzialmente politica non fece piacere ai militari, soprattutto se questa forza rimaneva sostanzialmente indipendente dagli alti comandi e giurava fedeltà esclusivamente ad Hitler. Per questo motivo il suo inserimento nel dispositivo militare tedesco fu molto graduale, ed inizialmente la costituzione dei reparti combattenti di SS passò in secondo piano rispetto alla ristrutturazione della Wehrmacht.
Quando, il 1º marzo 1935, la Germania ristabilì la coscrizione obbligatoria, la forza complessiva dei tre reggimenti era di 8 459 uomini. Sotto la supervisione di Heinrich Himmler, la SS-VT giunse a contare nel 1936 tre reggimenti, il SS Germania ed il SS Deutschland, oltre alla già citata Leibstandarte SS Adolf Hitler. Il nerbo delle Waffen-SS venne completato con un'unità di collegamento. Per la formazione degli ufficiali vennero inoltre istituite la SS-Jungerschule Bad Tölz e la SS-Junkerschule Braunschweig, nelle quali vennero inviati alcuni dei migliori ufficiali del ricostituito esercito tedesco ad insegnare agli allievi. I candidati dovevano possedere ottimi requisiti per poter entrare nei due istituti: tutti gli ufficiali SS dovevano essere alti almeno un metro e ottanta centimetri, e dovevano avere un trascorso nell'esercito. Nel 1936 Himmler designò il Tenente Generale Paul Hausser ispettore delle truppe in addestramento, nominandolo Brigadeführer.
Nel 1938 le unità combattenti delle SS ebbero la loro prima occasione di dimostrare quello che valevano. Un battaglione del Leibstandarte venne impiegato a fianco della Wehrmacht durante l'Anschluss, mentre tutti e tre i reggimenti presero parte all'annessione dei Sudeti. Il pacifico epilogo di entrambe le operazioni non impose all'SS-VT una prova del fuoco, tuttavia la necessità di organizzare le unità per un'eventuale campagna militare accelerò i tempi di costituzione del corpo, a supporto della quale venne inserita come riserva la SS-Totenkopfverbände. L'unità così allargata guadagnò il diritto di operare come divisione aggregata alla Wehrmacht in caso di guerra, destando forti malumori fra i Generali. In seguito all'annessione dell'Austria nel 1938 venne creato un nuovo reggimento Waffen-SS con personale esclusivamente austriaco, a cui fu attribuita la denominazione Der Führer.
Tra le marce rese famose dalle Waffen SS si annovera SS marschiert in Feindesland, o Teufelslied ("La canzone del Diavolo"), creata durante i combattimenti sul Volga, tradotta in altre lingue per la presenza tra le Waffen SS di vari reparti di volontari stranieri (lettoni, estoni, ucraini, francesi, danesi e norvegesi) che poi si diffuse anche con parole diverse in altre forze armate compresa la Legione straniera francese dopo la guerra.
Il 30 settembre 1946, i giudici del tribunale del Processo di Norimberga condannarono le SS, dichiarandole un'organizzazione criminale. I giudici sottolinearono questa sentenza dichiarando che: le SS vennero usate per scopi che erano criminali, che comprendevano: la persecuzione e lo sterminio degli ebrei, brutalità ed esecuzioni nei campi di concentramento, eccessi nell'amministrazione dei territori occupati, l'amministrazione del programma di lavoro schiavistico e il maltrattamento e assassinio di prigionieri di guerra. La sentenza continuava dichiarando che il sospetto di crimini di guerra avrebbe coinvolto tutte le persone che erano state ufficialmente accettate come membri delle SS... che divennero o rimasero membri dell'organizzazione sapendo che veniva usata per commettere atti dichiarati criminali dall'articolo 6 dello statuto di Londra sui crimini di guerra.

## L'impiego nel conflitto

### La Campagna di Polonia

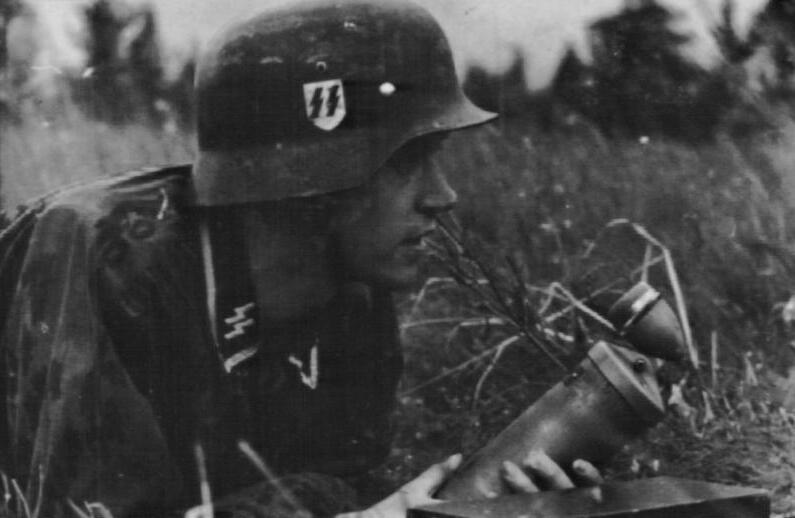
Waffen-SS dell'Ufficio propaganda (giugno 1942)

All'alba del 1º settembre 1939 le unità combattenti delle SS a disposizione dell'Alto Comando Tedesco erano:
- Il Leibstandarte SS Adolf Hitler agli ordini dell'Obergruppenführer Josef "Sepp" Dietrich;
- I due reggimenti operativi Deutschland e Germania e quello ancora in addestramento Der Führer, agli ordini del Gruppenführer Paul Hausser;[6]
- Le compagnie Totenkopf, predisposte a compiti di polizia e consegne di presidio nei Lager utilizzabili come riserve, agli ordini del Gruppenführer Theodor Eicke;
- Unità di supporto non-SS, fornite dal capo della Ordnungspolizei Kurt Daluege.

L'unità era inserita alle dipendenze dell'Oberkommando des Heeres (OKH), cioè l'Alto Comando per le forze di terra. Soltanto le compagnie Totenkopf rimanevano agli ordini diretti di Himmler, per essere impegnate nei territori occupati per "compiti di polizia e sicurezza".
Il battesimo del fuoco durante la Campagna di Polonia tolse ogni dubbio riguardo alla combattività delle unità SS combattenti: l'Alto Comando rilevò come le unità della SS-VT avessero dimostrato uno sprezzo del pericolo tale da risultare in molti casi ingiustificato, subendo perdite mediamente maggiori rispetto alle altre unità della Wehrmacht. Risultava ancora insufficiente l'addestramento degli ufficiali, incorsi in grossolani errori strategici. Di fronte alle polemiche generatesi presso i comandi per la condotta assolutamente singolare delle SS combattenti, si decise di riorganizzare il corpo in una divisione autonoma, seppur posta ai diretti ordini dell'Esercito.
Fin dall'inizio della guerra ad affiancare le truppe tedesche c'erano gli Hiwi, solitamente prigionieri di guerra reclutati come ausiliari .

### La SS-Verfügungs Division
Nell'ottobre 1939 i reggimenti Deutschland, Germania e Der Führer vennero riorganizzati nella SS-Verfügungs Division, mentre il Leibstandarte rimase indipendente, in attesa di essere implementato con un reggimento motorizzato e divenire il nerbo di una nuova divisione. Venne inoltre approvata la costituzione di altre due divisioni: la SS-Totenkopf-Division, formata dalle unità militarizzate della SS-Totenkopfverbände, e la SS-Polizei Division, costituita da volontari provenienti dalla polizia. Gli effettivi in servizio permanente superarono così le 100 000 unità, permettendo la costituzione di altri quattro battaglioni di artiglieria motorizzata. L'ostilità degli Alti Comandi non permise tuttavia il puntuale arrivo delle dotazioni, ragion per cui ancora nel maggio 1940 soltanto uno dei quattro battaglioni possedeva una dotazione accettabile.
Nel novembre 1939 venne utilizzato per la prima volta il termine Waffen SS. Si tratta di un ordine delle SS del 7 novembre 1939, in cui i membri delle Allgemeinen-SS vengono informati, che era per loro possibile diventare Reserveführer (vice-comandanti) nelle Waffen-SS. Il termine "Waffen-SS" viene qui utilizzato come termine collettivo per le unità armate delle SS e della polizia (fonte: Bundesarchiv: Slg. Schum./v. 432, Bd. 2). Il 1º dicembre 1939, con ordine del Reichsführer-SS, la struttura delle Waffen-SS venne così stabilita:
1. SS-V-Division
2. SS-Totenkopf-Division
3. SS-Polizei Division
4. SS-Junkerschulen (equivalente alla Accademia Ufficiali dell'esercito)
5. SS-Totenkopf-Standarten
6. Ufficio per l'arruolamento delle Waffen-SS (SS-Erg.Amt)
7. Ufficio delle armi e delle attrezzature delle Waffen-SS (SS W. u. G.Amt)
8. Ufficio del personale delle Waffen-SS (SS-Pers.Amt)
9. Ufficio R. V. der Waffen-SS (Amt RV)
10. Ufficio per l'assistenza e il vettovagliamento delle Waffen-SS (SS-F. u. V.Amt)
11. Ufficio sanitario delle Waffen-SS (SS-San.Amt)
12. Economato delle Waffen-SS (SS-V.Amt)
13. Tribunale delle SS (SS-Gericht)

### 1940 - operazioni sul fronte occidentale

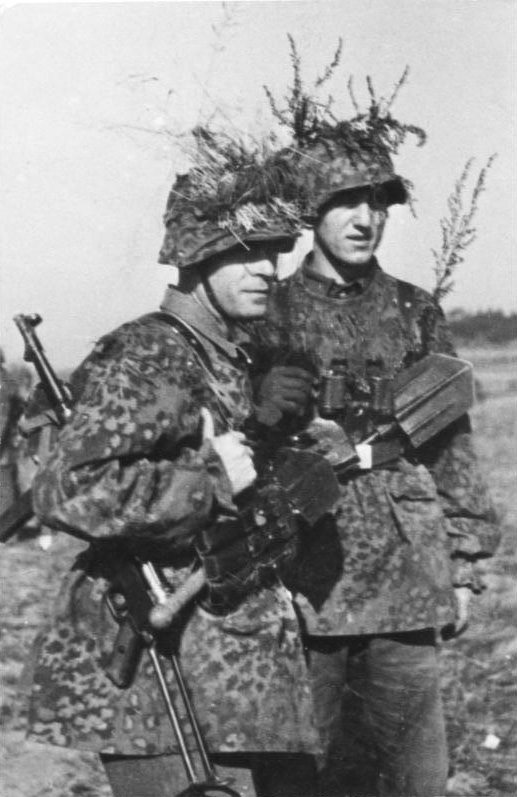
Soldati delle Waffen-SS in tenuta mimetica

Nel maggio 1940 la SS-Verfügungs Division, la Leibstandarte (in via di costituzione in divisione), la SS-Polizei e la Totenkopf Division iniziarono il loro schieramento sul Fronte Occidentale. Punta di lancia della formazione SS sarebbe stata la SS-Verfügungs Division, a sua volta guidata dal reggimento che più si era distinto nella Campagna di Polonia, il Der Führer. Il raggruppamento venne schierato nei pressi del confine olandese, appena fuori Münster. Le altre due divisioni furono tenute di riserva, mentre il Leibstandarte venne aggregato alla 227ª Divisione di Fanteria.
Il 10 maggio il Leibstandarte passò il confine olandese, avanzando speditamente nell'interno del paese. Parallelamente, il Der Führer avanzava verso Utrecht, seguito dal resto della divisione. Nel giro di due giorni Rotterdam cadeva nelle mani delle SS Combattenti, mentre il 15 cadeva la fortezza de L'Aia. Cadevano nelle mani delle Waffen-SS circa 3 500 prigionieri. In Francia, la Totenkopf dovette opporsi all'unica controffensiva corazzata alleata, quando il 21 maggio gli anglo-francesi tentarono di infrangere le linee tedesche nella Battaglia di Arras. Malgrado il fronte tedesco reggesse, le unità della Totenkopf furono costrette a ripiegare. A seguito della resa olandese, il Leibstandarte mosse verso la Francia, inquadrato nel XIX. Panzerkorps del Generale Heinz Guderian, partecipando all'accerchiamento del corpo di spedizione inglese a Dunkerque. Il reggimento fu l'unica unità tedesca che, nonostante Hitler avesse ordinato l'Alt! per permettere l'evacuazione delle truppe nemiche accerchiate, continuò ad avanzare, seminando il panico fra le truppe in ritirata.
A seguito dell'inottemperanza, Sepp Dietrich venne convocato dall'Alto Comando, ma inaspettatamente, anziché una punizione ricevette la Croce di Ferro di Prima Classe. Nello stesso giorno forze inglesi impegnarono le altre unità SS in aspri scontri, infierendo  gravi perdite al Deutschland senza tuttavia riuscire a piegare la resistenza del reggimento tedesco. Contemporaneamente un'unità della Totenkopf veniva coinvolta nel Massacro di Le Paradis, nel quale 99 soldati del Royal Norfolk Regiment vennero assassinati a colpi di mitragliatrice e finiti a colpi di baionetta. Nei giorni seguenti le unità SS guidarono la chiusura della sacca ed il suo restringimento. Evacuata Dunkerque, gli uomini del Leibstandarte proseguirono l'avanzata verso sud, giungendo il 30 maggio a Saint-Étienne, 250 chilometri a sud di Parigi. Il Reggimento era l'unità tedesca più avanzata dello schieramento al momento della resa francese. Hitler si complimentò con l'unità SS affermando: "D'ora in poi sarà un onore per voi, che portate il mio nome, guidare ogni attacco tedesco".

### 1940 - La SS Division Wiking
Nell'agosto 1940 Heinrich Himmler ottenne da Hitler il permesso di dotare le Waffen-SS di un comando proprio. Esso prese il nome di Kommandoamt der Waffen-SS. Esso rilevò il comando del Leibstandarte (nel frattempo trasformatosi in brigata), della Verfugungs-Division, da poco ribattezzata in Das Reich e della Totenkopf. Verso la fine dello stesso mese, il Colonnello Gottlob Berger propose ad Himmler un piano di reclutamento per volontari di stirpe germanica provenienti dai paesi occupati. Furono così stanziati i fondi per addestrare, dotare ed acquartierare reggimenti "stranieri", il primo dei quali fu il Nordland, composto da volontari Danesi e Norvegesi. Seguì il reggimento Westland, composto da Olandesi e Fiamminghi. Le due nuove unità andarono a costituire, assieme al reggimento Germania, il nucleo della nascente divisione SS Wiking Division. Migliaia di volontari iniziarono ad affluire presso i campi di addestramento di Sennheim, in Alsazia, costruiti appositamente per ospitare coscritti stranieri.

### 1941 - Le Waffen SS nei Balcani
Nella primavera del 1941 le Waffen-SS consistevano di quattro divisioni al completo (Das Reich, Totenkopf, Polizei e Wiking) di un Kampfgruppe (il Nord, successivamente trasformato in divisione) e di quattro brigate destinate a loro volta a diventare divisioni (Leibstandarte, 1ª Brigata di Fanteria SS, 2ª Brigata di Fanteria SS, Brigata di Cavalleria SS).
La guerra in corso fra Italia e Grecia non accennava a concludersi, e nel marzo del 1941 a seguito del fallimento della controffensiva italiana di primavera, Hitler decise, nonostante la sua contrarietà alle operazioni belliche nei balcani, di intervenire a sostegno dell'alleato, pianificando l'Operazione Marita. L'obiettivo era piegare in un primo momento la resistenza jugoslava, per poi dirigere le unità a sud in sostegno delle forze italiane operanti nel sud dell'Albania. L'intervento tedesco si concretizzò il 6 aprile successivo, quando le truppe germaniche invasero la Grecia dalla Bulgaria. All'attacco presero parte anche le Waffen-SS. Il Reich venne inviato in Romania, mentre il Leibstandarte Fu schierato in Bulgaria. Quest'ultimo, aggregato al XL Panzer Corps, avanzò speditamente fino a conquistare Prilep, mentre il Reich avanzò celermente verso Belgrado, dove il 12 aprile accettava la resa della guarnigione cittadina ed occupava stabilmente la città. La resistenza dell'esercito jugoslavo durò ancora qualche giorno, dopodiché, sconfitti i nemici settentrionali, le truppe dell'asse si rivolsero a sud, per piegare definitivamente la resistenza greca.
Il Leibstandarte entrò per primo in contatto con gli alleati, precisamente con la 6ª Divisione Australiana, che costrinse al ripiegamento nella Battaglia del Passo Klidi. Per 48 ore gli attaccanti lanciarono costanti offensive, raggiungendo la cresta strategica Quota 997 e costringendo gli australiani a ritirarsi in disordine. La vittoria, di notevole importanza strategica, valse alle Waffen-SS un formale riconoscimento da parte della Wehrmacht, che in un bollettino dell'OKW citava il Leibstandarte per il suo "Indomito spirito offensivo", ed affermava che "Questa vittoria significa per il Leibstandarte una nuova imperitura pagina di onore nella sua storia". Il Leibstandarte continuò ad avanzare il 13 maggio, riuscendo a prendere il Passo Klisura, catturando circa 1000 prigionieri ed accusando la perdita di soli 6 morti e 9 feriti. Il giorno successivo la Brigata, guidata dal Comandante Kurt Meyer, prese Kastoria, dando il via alla ritirata generale del fronte settentrionale greco e catturando circa 11.000 prigionieri. Il 20 maggio le Waffen-SS tagliarono le vie di fuga dei reparti greci in ritirata, mettendo in crisi il piano di ripiegamento greco. Nella tarda serata dello stesso giorno il comando della Leibstandarte accettava la resa completa dell'Armata Greca di Epiro e Macedonia. In premio al valore dimostrato, si decise la riorganizzazione della Brigata in Divisione Motorizzata, ed il suo schieramento nell'Operazione Barbarossa. La scarsità di tempo necessario ad ampliare l'organico dell'unità, tuttavia, non permise alla Leibstandarte di raggiungere gli effettivi previsti. Così, allo scoppio della guerra con l'Unione Sovietica, l'unità rimaneva poco più che una brigata "potenziata".

### 1941 - L'operazione Barbarossa
Il 22 giugno 1941 l'esercito tedesco varcò i confini orientali, dando il via all'Operazione Barbarossa. Tutte le unità Waffen-SS vennero schierate e messe in movimento.
La SS Division Nord era posizionata nella Finlandia del Nord, come punta di diamante dell'ala più settentrionale del fronte. La divisione funse da unità d'urto nell'Operazione Volpe d'argento, nei primi due giorni della quale le SS patirono circa 700 perdite. Nella successiva Battaglia di Salla le forze sovietiche asserragliate nella foresta riuscirono a mettere in serie difficoltà la divisione tedesca, la quale dovette arrestare quasi subito la sua avanzata. Nel corso del 1941 la Nord avrebbe patito perdite notevoli, ed il suo ruolo strategico sarebbe andato via via ridimensionandosi fino all'inverno 1941-42.
Le divisioni Totenkopf e Polizei furono assegnate al Gruppo di Armate Nord, con l'obiettivo di avanzare lungo l'asse del Baltico fino a Leningrado. La Das Reich venne messa agli ordini del Gruppo di Armate Centro, mentre le divisioni Wiking e Leibstandarte operarono nel Gruppo di Armate Sud, con il quale parteciparono alla conquista di Kiev. L'altissima volontà combattiva delle unità SS fece guadagnare loro la fama di eccezionali combattenti. Tuttavia, proprio a causa della fanatica volontà di combattere, le perdite accusate dal corpo nei primi mesi di guerra furono esorbitanti: i dati raccolti a fine ottobre 1941 parlavano di costi umani altissimi. Per quella data la Leibstandarte aveva perduto metà della sua forza combattiva, mentre la Das Reich accusava perdite del 60% sugli effettivi. Il Reggimento Der Führer non esisteva più, essendo ridotto a 35 effettivi in luogo dei 2 000 registrati all'inizio della campagna. In totale le Waffen-SS avevano subito circa 43 000 perdite.

### 1942 - Prinz Eugen, Florian Geyer e le Panzergrenadier Divisionen
Nel 1942 venne decretata la costituzione di altre due divisioni, la 7ª Divisione da Montagna SS Prinz Eugen, formata da Volksdeutschen croati, serbi, ungheresi e romeni, e la 8ª Divisione di Cavalleria SS Florian Geyer, il cui nerbo era la brigata di cavalleria SS. Le divisioni che si erano dissanguate sul fronte orientale nell'inverno 1941-42 (Leibstandarte, Das Reich e Totenkopf) vennero inviate in Francia per essere riorganizzate come divisioni blindate. Nel loro organico venne inserito un intero reggimento corazzato, in luogo dell'abituale battaglione in dotazione alle Panzergrenadier Divisionen. Questo fece di loro delle vere e proprie Panzer-Division. Inoltre queste unità ottennero per prime una dotazione di 9 Panzer VI Tiger I cadauna.

### 1943-1945 e la fine della guerra

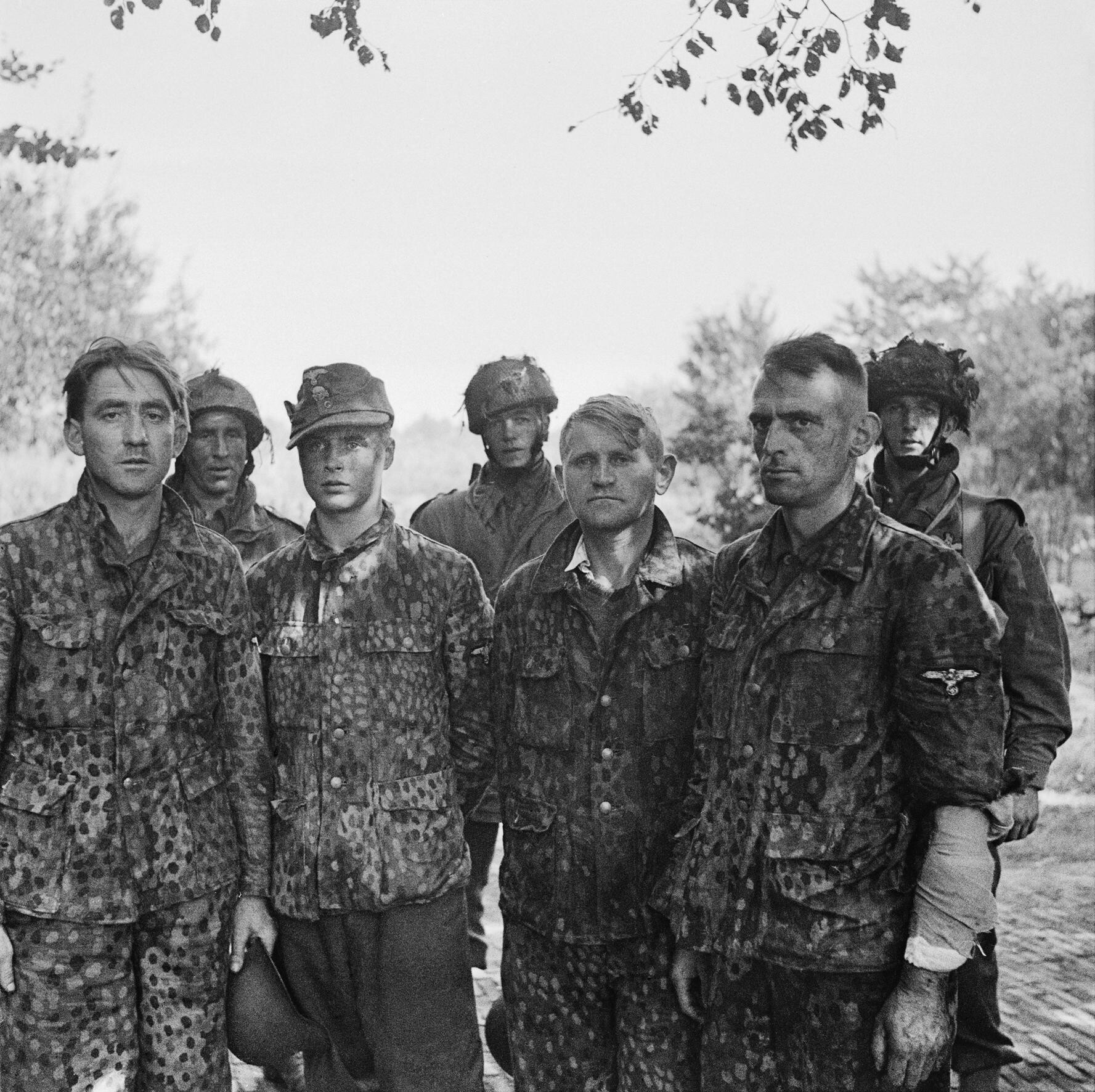
Soldati delle Waffen-SS catturati ad Arnhem nel settembre del 1944

La forza delle Waffen-SS, che nel settembre del 1942 era di 188 000 uomini, nell'autunno del 1943 aveva raggiunto i 350 000 uomini, di cui il 60 per cento non tedeschi. Durante gli ultimi anni di guerra le unità delle Waffen-SS giocarono un ruolo primario nella terza battaglia di Kharkov, nella battaglia di Kursk, nella battaglia di Normandia e la Sacca di Falaise, i combattimenti in Belgio e a Hurtgen, nella battaglia delle Ardenne, e nel 1945 nell'ultima grande offensiva tedesca presso le rive del lago Balaton in Ungheria (Operazione Frühlingserwachen); venendo impiegate, come fossero dei pompieri, per accorrere a chiudere le brecce sul fronte tedesco ogni volta che occorreva. Diversi reparti della Waffen SS parteciparono alla battaglia di Berlino nell'aprile 1945.
A fronte di questa indubbia capacità militare le truppe delle Waffen-SS furono inoltre accusate di numerosi crimini di guerra, come quelli di Oradour-sur-Glane, Marzabotto e di Malmedy. Proprio per questo le Waffen-SS vennero dichiarate organizzazione criminale al Processo di Norimberga. Il fanatismo politico dei membri delle Waffen-SS era tale che quando nel 1945 le truppe russe erano in procinto di occupare la villa di Prinz Albrechtstrasse, utilizzata come sede del capo delle SD Reinhard Heydrich, tutti i prigionieri politici ancora in vita furono radunati nel cortile della villa e fucilati.
Delle persone rinviate a giudizio al Processo ai dottori per gli esperimenti su esseri umani eseguiti nei campi di concentramento nazisti, il 34,8% erano appartenenti alle Waffen-SS, così come lo erano il 50% dei giudicati colpevoli e il 71% dei condannati a morte.

## Caratteristiche
Le unità nelle quali furono inquadrate le Waffen-SS non furono mai integrate nella Wehrmacht, ma mantennero una spiccata autonomia, rimanendo pertanto dipendenti dal Reichsführer-SS Heinrich Himmler. Inizialmente aperto a soli tedeschi di "provata discendenza ariana", dal 1940 l'ingresso nell'organizzazione fu permesso dapprima anche a volontari non tedeschi di "ascendenza" germanica (Volksdeutschen), successivamente anche a tutti gli altri europei, che alla fine della guerra costituivano circa il 60% degli effettivi.

### Mimetismi delle Waffen SS

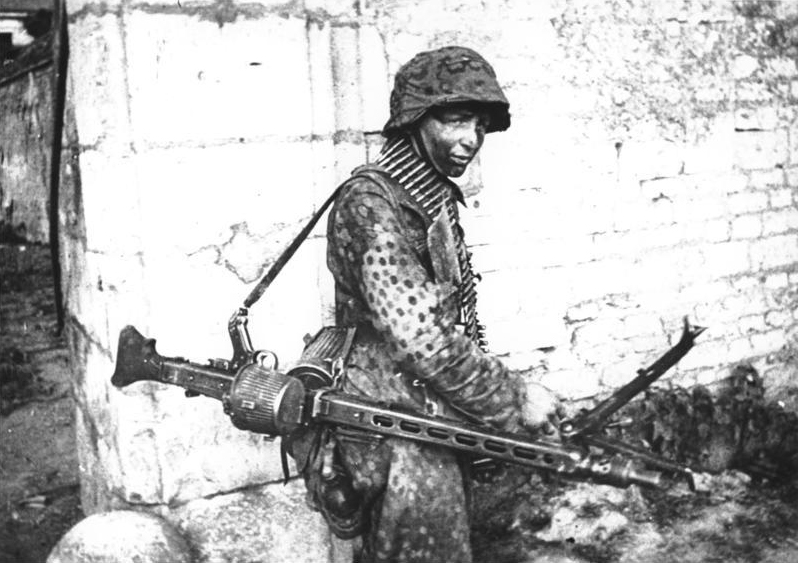
Giovane panzergrenadier delle Waffen-SS, armato di mitragliatrice MG 42, nei pressi di Caen nel 1944. Si può notare la divisa mimetica Dot44 ed il coprielmetto in mimetismo "a foglia di quercia".

Le Waffen SS furono la prima organizzazione militare a vestire uniformi mimetiche. Tali schemi mimetici vennero sviluppati dall'Hauptsturmführer Wim Brandt a partire dagli studi sulla luce attraverso gli alberi del professor Otto Schick.
Mentre l'esercito aveva inizialmente adottato lo zeltbahn (telo tenda) come solo indumento mimetico, nelle Waffen SS nacque l'idea di vestire direttamente i soldati con uniformi mimetiche. Nacquero così i primi coprielmetti, le maschere facciali e gli smock da vestire sopra l'uniforme da campo. In un primo tempo la distribuzione era limitata ai soli reparti esploranti, ma il successo ottenuto sul campo ne diffuse rapidamente l'utilizzo anche alle altre specialità delle Waffen SS. Nel 1943 la scarsità di materiale ed il crescente numero di divisioni portò alla scelta di materiali sempre più scadenti per loro fabbricazione, facendo loro perdere le proprietà idrorepellenti ed antivento. Molti sono gli schemi mimetici sviluppati durante gli anni. Oggigiorno non se ne conoscono i nomi originali e questi vengono individuati da nomi convenzionali adottati dagli appassionati e dai rivenditori.
Il Platanenmuster (platano) fu probabilmente il primo mimetismo mai sviluppato ed il primo mai usato insieme al Palmenmuster; la loro produzione cessò dopo il 1942. Molto utilizzato fu il Blurred Edge (contorno sfumato) che venne usato dal 1939 al 1944 e sfruttato per produrre tutti i tipi di smock (M38, M40, M42) e coprielmetti. Indubbiamente il mimetismo più famoso fu l'Eichenlaubmuster (foglie di quercia) prodotto nelle sue due versioni (A e B) dal 1943 al 1945. Nel 1944 entrò in servizio la DOT 44, prodotta, non più come smock, ma come uniforme integrale pensata sia per il combattimento che come uniforme da fatica. La sua entrata in servizio portò alla graduale sostituzione degli indumenti mimetici preesistenti. Nel 1945 una nuova mimetica, la Leibermuster, avrebbe dovuto sostituire tutti i precedenti mimetismi sia delle SS che dell'esercito. Si trattava di una mimetica che faceva uso di uno speciale trattamento contro i primitivi visori all'infrarosso, ma venne prodotta solo in pochi esemplari. Oltre ai mimetismi sviluppati dalle SS, furono ampiamente utilizzate uniformi da campo prodotte con il materiale mimetico italiano requisito dopo l'8 settembre.

## Le divisioni
Le divisioni delle Waffen-SS erano tatticamente sotto il comando della Wehrmacht mentre altre unità come le Totenkopfstandarten erano sotto il comando del Quartier generale SS. Ci furono comunque durante il conflitto spostamenti di personale tra i due tipi di unità.
Complessivamente 38 divisioni furono attivamente impiegate in combattimento, così ripartire:
- 7 Panzerdivisionen (Divisioni corazzate)
- 8 Panzergrenadierdivisionen (Divisioni di fanteria meccanizzata)
- 3 Kavalleriedivisionen (Divisioni di cavalleria)
- 1 Gebirgsdivision (Divisione da montagna)
- 4 Waffen-Gebirgsdivisionen (Divisioni di montagna non-tedesche)
- 5 Grenadierdivisionen (Divisioni di fanteria)
- 10 Waffen-Grenadierdivisionen (Divisioni di fanteria non tedesche)

Le Waffen-Grenadierdivisionen e le Waffen-Gebirgsdivisionen consistevano principalmente di volontari stranieri, e furono chiamate così da Heinrich Himmler per distinguerla da quelle composte da personale prettamente tedesco. Le Freiwilligen-Divisionen potevano essere costituite sia da persone di etnia tedesca che da volontari stranieri. Queste definizioni non vennero però strettamente osservate per tutta la durata del conflitto e in molti casi soldati non tedeschi fecero parte delle divisioni che avrebbero dovuto essere composte da personale tedesco.

### Divisioni SS ufficialmente costituite e numerate
Di seguito le divisioni delle Waffen-SS costituite dal 1939 al 1945:
- 1. SS-Panzer-Division "Leibstandarte SS Adolf Hitler"
- 2. SS-Panzer-Division "Das Reich"
- 3. SS-Panzer-Division "Totenkopf"
- 4. SS-Polizei-Panzergrenadier-Division
- 5. SS-Panzer-Division "Wiking"
- 6. SS-Gebirgs-Division "Nord"
- 7. SS-Gebirgs-Division "Prinz Eugen"
- 8. SS-Kavallerie-Division der SS "Florian Geyer"
- 9. SS-Panzer-Division "Hohenstaufen"
- 10. SS-Panzer-Division "Frundsberg"
- 11. SS-Freiwilligen-Panzergrenadier-Division "Nordland" - (1. danesi)
- 12. SS-Panzer-Division "Hitlerjugend"
- 13. Waffen-Gebirgs-Division der SS "Handschar" - (musulmana - croata e bosniaca)
- 14. Waffen-Grenadier-Division der SS - (1. ucraina)
- 15. Waffen-Grenadier-Division der SS - (1. lettone)
- 16. SS-Freiwilligen-Panzergrenadier-Division "Reichsführer SS"
- 17. SS-Freiwilligen-Panzergrenadier-Division "Götz von Berlechingen"
- 18. SS-Freiwilligen-Panzergrenadier-Division "Horst Wessel"
- 19. Waffen-Grenadier-Division der SS - (2. lettone)
- 20. Waffen-Grenadier-Division der SS - (1. estone)

- 21. Waffen-Gebirgs-Division der SS "Skanderbeg" - (1. albanese)
- 22. SS-Freiwilligen-Kavallerie-Division der SS "Maria Theresia"
- 23. Waffen-Gebirgs-Division der SS "Kama" - (2. croata)
- 23. SS-Freiwilligen-Panzergrenadier-Division "Nederland" - (1. olandese)
- 24. Waffen-Gebirgs-Division der SS
- 25. Waffen-Grenadier-Division der SS "Hunyadi" - (1. ungherese)
- 26. Waffen-Grenadier-Division der SS "Hungaria" - (2. ungherese)
- 27. SS-Freiwilligen-Grenadier-Division "Langemarck" - (1. fiamminga)
- 28. SS-Freiwilligen-Grenadier-Division der SS "Wallonien" (1. vallona)
- 29. Waffen-Grenadier-Division der SS - (1. italiana)
- 29. Waffen-Grenadier-Division der SS - (1. russa)
- 30. Waffen-Grenadier-Division der SS - (2. bielorussa)
- 31. SS-Freiwilligen-Grenadier-Division
- 32. SS-Freiwilligen-Grenadier-Division "30. Januar"
- 33. Waffen-Kavallerie-Division der SS - (3. ungherese)
- 33. Waffen-Grenadier-Division der SS "Charlemagne" - (1. francese)
- 34. Waffen-Grenadier-Division der SS "Landstorm Nederland" - (2. olandese)
- 35. SS- und Polizei-Grenadier-Division
- 36. Waffen-Grenadier-Division der SS
- 37. SS-Freiwilligen-Kavallerie-Division "Lützow"
- 38. SS-Grenadier-Division "Nibelungen"

### Divisioni SS numerate ma di breve esistenza
Era già prevista la formazione di altre sette divisioni ed i loro nomi erano già stati assegnati ma a seguito della disfatta e della capitolazione della Germania durarono poco, solo sulla carta.
- 39. SS-Gebirgsdivision "Andreas Hofer"[20]
- 41. Waffen-Grenadier-Division der SS "Kalevala"[20][21]

Questa unità programmata si sarebbe dovuta costituire, verso la fine della seconda guerra mondiale, usando persone di stirpe ugro-finnica o appartenenti ai Schutzmannschaft (battaglioni di polizia ausiliaria) estoni e livoni.

Il nome "Kalevala" fu scelto prendendo spunto da un poema epico di Elias Lönnrot scritto nella metà dell'Ottocento.
- 42. SS-Division "Niedersachsen"[20]
- 43. SS-Division "Reichsmarschall"[20]
- 44. SS-Division "Wallenstein"[20]

### Altre divisioni SS
Mentre, a seguito della disfatta e della capitolazione della Germania, ci furono altre divisioni che furono attivate ma non ebbero assegnate un numero:
- SS-Division z.V.
- SS-Grenadier Division "Neu-Turkistan": rimasta sulla carta, al suo posto venne creato l'Osttürkischer Waffen-Verband der SS.
- SS-Kavallerie Division "Kosakken nr. 1"
- SS-Kavallerie Division "Kosakken nr. 2"
- SS-Waffen-Grenadier Division "Rumänische": rimasta sulla carta per la decisione di costituire prima i reggimenti. Vedere volontari rumeni nelle Waffen-SS.
- Waffen-Grenadier Division der SS (bulgarische Nr 1): rimasta sulla carta. Avrebbe dovuto essere costituita a partire dal Waffen-Grenadier Regiment der SS (bulgarisches Nr 1).

## Unità speciali
- 150. Panzerbrigade
- Battalion z.b.V. der Waffen SS
- SS-Jagdverband
- SS-Fallschirmjäger-Bataillon 500
- Schwere SS-Panzer-Abteilung 101
- Schwere SS-Panzer-Abteilung 102
- Schwere SS-Panzer-Abteilung 103
- Serbisches SS-Freiwilligen Korps
- Kalmuken Kavallerie Korps
- 15. SS-Kosaken Kavallerie Korps
- Ellinika Tagmata Asphaleias
- Ethelontiki Chorophylaki
- Britisches Freikorps
- Legione SS "India Libera"
- Armenische Legion
- Legione San Giorgio
- Légion des volontaires francais contre le bolchévisme

- Bretonische Waffenverband der SS Bezzen Perrot
- George Washington Brigade der SS
- SS-Standarte Kurt Eggers
- SS-Bahnschutz (Bahn-Polizei-Einheiten zum Schutz von Reichsbahn und allen Bahnanlagen)
- SS-Postschutz (Einheiten zum Schutz der Reichspost, meistens Postbeamte unter Waffen-SS-Oberaufsicht)
- SS-Begleitkommando (Hitlers persönliches Eskort-Bataillon)
- Begleitbataillon Reichsführer SS (Himmlers Eskort-Bataillon)
- SS-Flakabteilung B (SS-Flak-Einheit zum Schutz von Hitlers Berghof in Berchtesgaden gegen Luftangriffe)
- SS-Wehrgeologenbataillon (Militärgeologen)
- SS-Röntgensturmbann (spezielles Bataillon, dem alle Röntgen-Techniker unterstanden)
- Armeekorps z.V.
- SD-Druzhina Brigade
- SS-Panzerbrigade Gross
- SS-Panzerbrigade Westfalen

### Testi in lingua italiana
- AA. VV., Italiani nella Waffen SS, Ritterkreuz, 2009.
- Massimiliano Afiero, Wiking, Marvia, 2003.
- Massimiliano Afiero, Nordland, Marvia, 2004.
- Massimiliano Afiero, Indische Freiwilligen Legion der Waffen SS, Marvia, 2007.
- Massimiliano Afiero, Charlemagne, Marvia, 2008.
- Massimiliano Afiero, Nederland, Ritterkreuz, 2009.
- Massimiliano Afiero, Waffen SS in guerra, 2 voll., Ritterkreuz, 2009.
- Leon Degrelle, Waffen SS: la grande sconosciuta, Sentinella d'Italia, 1984
- Leon Degrelle, SS Wallonie, Sentinella d'Italia, 1981
- François Duprat, Storia delle SS, Ritter, 2009.
- François Duprat, Le campagne militari delle Waffen SS, 2 voll., Ritter, 2010.
- Miguel Ezquerra, Berlin: a vida o muerte, Ritter, 2004.
- Stefano Fabei, Il Fascio, la Svastica e la Mezzaluna, Mursia, 2003.
- Duprat, François, Storia delle SS, Ritter, Milano, 1998.
- Massimo Galuppo, Waffen-SS, A. G. Trading, 2004.
- Nicola Guerra, I volontari italiani nelle Waffen-SS. Il pensiero politico, la formazione culturale e le motivazioni al volontariato. Una storia orale, Annales Universitatis Turkuensis, 2012.
- Nicola Guerra, «La guerra è una brutta bestia e non andrebbe mai fatta, ci si trova sotto le bombe con la paura di morire e ci si trova in postazione per ammazzare». La guerra e la morte: il destino nell'esperienza dei volontari italiani nelle Waffen-SS., Chronica Mundi - Volume 6-8, 2013.
- Nicola Guerra, I volontari italiani nelle Waffen-SS. Pensiero politico, formazione culturale e motivazioni al volontariato, Solfanelli Editore, 2014.
- Nicola Guerra, The Italian SS-fascist ideology. An ideological portrait of the Italian volunteers in the Waffen-SS. A summary essay., Settentrione, 2020.
- Henry Landemer, Le Waffen SS, Ciarrapico Editore, 1985
- Lazzero, Ricciotti, Le SS italiane: Storia dei 20.000 che giurarono fedeltà a Hitler ,  Milano : Rizzoli, 1982
- Eric Lefèvre, Sturmbataillon "Charlemagne", C.D.L. Edizioni, Casteggio (PV), 1997.
- Jean Mabire, Waffen SS, Ciarrapico, 2006.
- S. Erik Norling, Volontari svedesi nella Waffen SS europea (1940-1945), Novantico, 2010.
- Stuart Russel, Jost W. Schneider, La fortezza di Heinrich Himmler, Thule, 2007.
- Saint-Loup, I volontari, Sentinella d'Italia, 1985.
- Saint-Loup, Gli eretici, Sentinella d'Italia, 1985.
- Saint-Loup, I nostalgici, Sentinella d'Italia, 1985.
- Saint-Loup, I volontari europei delle Waffen SS, Raido, 2009.
- Saint-Paulien, I leoni morti, Ritter, Milano, 1999.
- Paul Terlin, La neve e il sangue. Al fronte con Degrelle, Novantico, 2010.

### Testi in lingue straniere
- (EN)  Ian Baxter, Battle in the Baltics 1944-45, Helion, 2009.
- (EN)  Michael D. Beaver, Uniforms of the Waffen-SS, 3 voll., Schiffer, 2002.
- (PL)  Marcin Bryja, Janusz Ledwoch, Jednostki Waffen SS 1939-1945, Widawnictwo Militaria, 1996.
- (EN)  Friedrich Husemann, In Good Faith, 2 voll., Fedorowicz Publishing, 2003.
- (EN)  Roland Kaltenegger, Mountain Troops of the Waffen-SS 1941-1945, Schiffer, 1995.
- (DE)  Ernst-Gunther Kratschmer, Die Ritterkreuzträger der Waffen-SS, DVG, 2003.
- (EN) George Lepre, Himmler's Bosnian Division, Schiffer, 1997.
- (EN) Guénaël Mettraux (a cura di), Perspectives on the Nuremberg Trial, Oxford University Press, 2008,  p. 799, ISBN 978-0-19-923233-8.
- (EN)  Rolf Michaelis, Russians in the Waffen-SS, Schiffer, 2009.
- (FR)  Amandine Rochas, La Handschar, L'Harmattan, 2007.
- (EN)  Peter Strasser, European Volunteers, Fedorowicz, 2006.
- (EN) Trial of Major War Criminals Before the International Military Tribunal - Nuernberg - 14 novembre 1945 - 1º ottobre 1946, 42 volumi, Nuernberg, The Library of Congress, 1948.
- (EN) Trials of War Criminals Before the Nuernberg Military Tribunals Under Control Council Law No. 10, 15 volumi, Nuernberg, The Library of Congress, ottobre 1946 - aprile 1949.
- (EN)  Jonathan Trigg, Hitler's Jihadis, The history press, 2008.
- (DE)  Herbert Walther, Die Waffen-SS, Dorfler, 2007.
- (EN)  Otto Weidinger, Das Reich I 1934-1939, 2 voll., J.J. Fedorowicz Publishing, 1990.
- (FI)  Olli Wikberg, Meine Ehre heisst Treue! Uniforms of the Finnish SS volunteers, 1999.
- (EN)  Mark C. Yerger, Waffen-SS Commanders, 2 voll., Schiffer, 1997.
- (EN)  Mark C. Yerger, Images of the Waffen-SS, Schiffer, 2006.